# The King of Fighters (filme)
The King of Fighters, conhecido especificamente como Gordon Chan's The King of Fighters (ou KOF 2010 por fãs; bra: The King of Fighters - A Batalha Final) é um filme de artes marciais de ficção científica de 2010 dirigido por Gordon Chan com roteiro de Rita Augustine e Matthew Ryan Fischer, baseado na série de jogos eletrônicos de mesmo nome publicado pela SNK Playmore.[carece de fontes?] O filme é estrelado por Maggie Q, Sean Faris, Ray Park, David Leitch e Will Yun Lee.[carece de fontes?]

## Produção
As filmagens começaram em 3 de novembro de 2008, no Aja Tan Studios, North Vancouver, Colúmbia Britânica, Canadá e terminaram em 19 de janeiro de 2009.

## Recepção

### Lançamento
The King of Fighters foi lançado diretamente em DVD nos Estados Unidos em 7 de setembro de 2010, através da Vivendi Home Entertainment. Foi relançado nos Estados Unidos pela Well Go USA Entertainment.

### Crítica
Beyond Hollywood deu ao filme uma crítica negativa, dizendo que este filme:

"perde muito tempo desnecessário tentando se convencer de que o público precisa saber tudo o que há para saber sobre sua história (a propósito, não sabemos), quando deveria apenas ter aceitado que é um filme baseado em um 2D jogo de luta, gaste 10 minutos no máximo com as explicações e comece a lutar já."
Felix Vasquez, Jr. do Cinema Crazed deu ao filme uma e meia de quatro estrelas, comentando:
"Mais um jogo eletrônico semiclássico dos anos 90 é transformado em outro filme preguiçoso feito pela metade."

## Reboot
A Ledo Millennium anunciou que está trabalhando com a 37 Mutual Entertainment para novas adaptações animadas e live-action de The King of Fighters.